# ヤガミトール
ヤガミ トール（本名：樋口 隆、1962年8月19日 - ）は、日本のミュージシャン。群馬県高崎市出身。ロックバンド・BUCK-TICKのドラムで知られる。初期には「TOLL」と表記されていた。愛称は「アニイ」。BUCK-TICKの所属事務所である有限会社バンカーの元代表取締役（現在はボーカルの櫻井敦司が代表）。既婚。

## 来歴
- 1977年、中学生の頃に同級生とキャロルのコピーバンド「シャウト」結成、18歳で解散。
- 鉄筋工として就職しながら、日曜はアマチュアバンドで叩く。この頃は趣味の範囲であった。
- 21歳、音楽をやめるつもりでドラムセットをしまったが、プロ志向のバンドに誘われ「SPOTS（のちに『S.P』と呼ばれる）」に加入。
- 1985年10月、前橋ラタンにてS.P解散ライブ。
- 1985年11月、BUCK-TICKから前任ボーカルのアラキが抜けたことを機に、弟の樋口豊に無理やり上京させられる。
- 1995年、33歳で結婚、娘が8歳の時に離婚。
- 2006年、再婚。
- 40歳手前、体力面から引退を考えるようになるが、42歳を過ぎたころからジムへ通い、50歳を過ぎて体幹を鍛え叩き方も変える。結果的に激しく叩いても頭の位置が変わらないスタイルへと変化した。

## 人物
- BUCK-TICKのベーシスト、樋口豊の実兄であり、4人姉弟の次男。彼らの長兄はドラマーであったが若くして亡くなった。
- ヤガミトールは芸名であり、メンバー内では唯一、本名で活動していない。由来については「兄の代わりにドラムをやる」という決意から、亡くなった長兄の名である「トール（亨）」を引き継ぎ、その語呂合わせ[1]として「ヤガミ」と名字を付けたと語った。
- 音数を切り詰めたタイトなドラミングが特徴的で、デジロック期の音楽性にも適応した正確なリズムでサウンドのボトムを支える。
- 過去に2曲だけ作詞を担当したことがある（「FEAST OF DEMORALIZATION」、「DIZZY MOON」）。これは、単純に当時の過密なスケジュールの中で櫻井の負担を減らすためであったが、櫻井とも今井とも毛色の異なる独特の歌詞を書いた。
- 現在においてもメンバー中、唯一髪を立て続けている[2]。これはデビュー当時の「見た目の派手さだけのバンド、すぐに消える」などの世評への反発でもある。但し雑誌の撮影では弟の樋口豊より先に髪を降ろしていた時も何度かある。
- 他のメンバーに倣い『Yagami toll & The Blue Sky』名義でソロ活動も行っており、2004年にはCDもリリースした。同バンド名義でのライブはその後も不定期に行っている（2012年・2013年のバースデーライブなど[3]）。
- キャロルのファンであり、ソロ作品では『ファンキー・モンキー・ベイビー』をカバーしている。
- またレッド・ツェッペリン、特にドラマーのジョン・ボーナムの熱狂的なファンで、アナログ盤、グッズなどの膨大なコレクションを所有している。それが縁で樋口宗孝プロデュースのジョン・ボーナムのトリビュート・アルバム『Super Rock Summit〜天国への階段〜』に「HOT DOG」のドラムで参加している。若手ドラマーが集めた飲み会では、必ずヤガミのボンゾ講座が始まると言われている。ヤガミは元々はグランド・ファンク・レイルロード派で、レッド・ツェッペリンはむしろ「タルい」と思っていたそうだが、ある時期を境に偉大さに気付いたと言う。
- DEAD ENDの元メンバーで、ドラマーの湊雅史と交友があり、ファンクラブの会報では2度対談しており、湊はヤガミについて「唯一、気心の知れた仲」と語っている。

## 影響
10歳上の姉、5歳上の兄の影響を強く受けている。小学生時代からラジオ番組で洋楽ヒットチャートなどを聞いていた。初めて買ったレコードはビートルズの『Let it be』で予約購入。レッド・ツェッペリンのファンである。

## 音楽性

### ドラムセット
浅めのタムタムを使用し、顔が見えやすいセッティングになっている。
また、バスドラムの大きさは左右で異なっており、メインが20"、ダミーが22"となっている。
レコーディングでは曲に合わせて色々なメーカーのドラムをミックスして演奏しているが、ライブで使用するドラムメーカーはメジャーデビューから90年代前半頃まではPearl、それ以降は自身が敬愛するジョン・ボーナムの影響もありLudwigになり、2010年頃からはGretschを使用している。セッティングはワンツアーだけワンバスの時期もあったが、ほぼ一貫してツーバス・ツータムで左右対称のセッティングとなっている。(フロアタムも左右対称にセッティングする場合がある)
2022年8月19日にCLUB CITTA’川崎で行われたYagami Toll ～60th Birthday Live～ IT'S A NOW！2022ライブにて、それまで斜めに配置されていたシンバルを「水平にした方が（客席にいるファンから）顔がよく見えるのでは」と言い、スタッフに水平にしてもらう。この変更は会場にいたファンの目の前で行われた。

## エピソード
- アマチュア時代[6]、免許の更新のために群馬に帰省した氷室京介に同行していた高橋まことに、焼肉をおごるという約束で、ヤガミの自宅でドラムを2時間ほど叩くのを見せてもらったことがある。同じドラムセットを使用しているにもかかわらず、どうしてこんなに凄い音が出るのか、プロとアマの差を痛感させられたという[7]。

## 作品

### アルバム
- 1977 / Blue Sky （2004年7月28日） Yagami toll & The Blue Sky 名義
- WONDERFUL HOME -Thunder & Cold wind- （2019年8月19日） Yagami toll & The Blue Sky 名義

### 書籍
- ヤガミ・トール自伝「1977」（2018年、音楽と人）ISBN 978-4-903979-28-1